# Palmira (Chimborazo)
Palmira ist eine Ortschaft und eine Parroquia rural („ländliches Kirchspiel“) im Kanton Guamote der ecuadorianischen Provinz Chimborazo. Die Parroquia besitzt eine Fläche von 241,61 km². Die Einwohnerzahl lag im Jahr 2010 bei 12.297. Davon wohnten im Hauptort etwa 890 Einwohner.

## Lage
Die Parroquia Palmira liegt im Anden-Hochtal südzentral in Ecuador. Die kontinentale Wasserscheide verläuft durch das Verwaltungsgebiet. Der Norden wird über den Río Guamote, der Süden über den Río Chanchán entwässert. Im Westen reicht das Areal bis zum Hauptkamm der Cordillera Occidental. Der 3275 m hoch gelegene Hauptort Palmira befindet sich 16 km südlich vom Kantonshauptort Guamote. Die Fernstraße E35 (Riobamba–Alausí) führt an Palmira vorbei.
Die Parroquia Palmira grenzt im Norden und im Osten an die Parroquia Guamote, im Süden an die Parroquia Tixán (Kanton Alausí), im Südwesten an die Parroquias Alausí und Sibambe (beide ebenfalls im Kanton Alausí) sowie im Westen an den Kanton Pallatanga.

## Orte und Siedlungen
In der Parroquia Palmira gibt es neben dem Hauptort noch etwa 40 Siedlungen. Die größten davon sind San Miguel de Pomachaca, San Francisco de Bishud, Cooperativa Agrícola Galte Laime, Chauzan San Alfonso und Atapo Santa Cruz.

## Geschichte
1836 wurde der Ort Palmira erwähnt. Anfangs gehörte er zum Kanton Riobamba, später zum Kanton Colta. Seit dem 7. August 1946 ist Palmira Teil des Kantons Guamote.